# Cut Nyak Dhien
Cut Nyak Dhien anche nota come Tjoet Nyak Dhien (Reggenza di Aceh Besar, 1848 – Reggenza di Sumedang, 5 novembre 1908) è stata una guerrigliera indonesiana. Dopo la morte del marito Teuku Umar, durante la Guerra di Aceh guidò le azioni dei guerriglieri contro gli olandesi. Nel 1964 le fu conferito del governo indonesiano il titolo postumo di Pahlawan Nasional Indonesia (Eroe nazionale dell'Indonesia).

## Biografia

### Infanzia e gioventù
Cut Nyak Dhien nacque nel 1848 in una famiglia dell'aristocrazia musulmana del distretto VI mukim di Aceh Besar. Suo padre, Teuku Nanta Setia, era uno degli Ulèë Balang, il gruppo di aristocratici che guidava il distretto, e anche sua madre era di famiglia aristocratica. Venne educata alla religione e come futura padrona di casa. Rinomata per la propria bellezza, ricevette molte proposte di matrimonio, finché all'età di docici anni i genitori concordarono le nozze con Teuku Cek Ibrahim Lamnga, anch'egli di famiglia aristocratica.

### La guerra Aceh

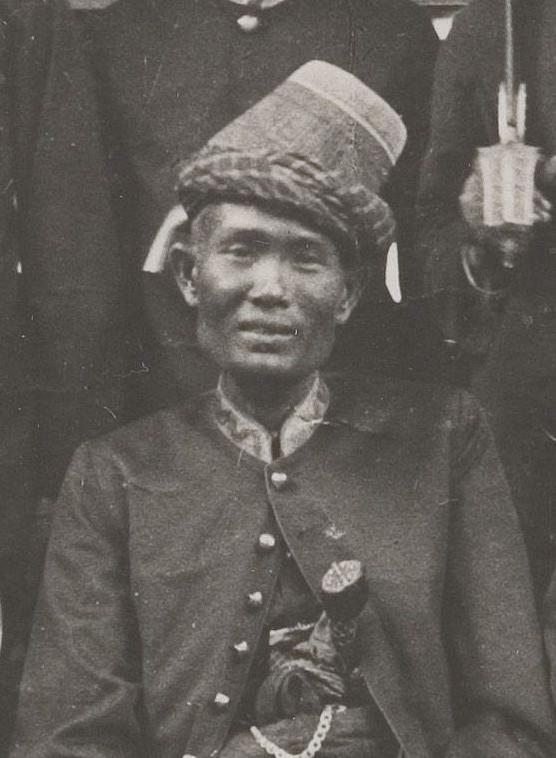
Teuku Umar, 1890 circa

Il 26 marzo 1873, l'Olanda dichiarò guerra ad Aceh, iniziando l'omonimo conflitto. Durante il primo periodo di guerra, noto come Prima Spedizione Aceh, Aceh era retta da Panglima Polem e dal sultano Alauddin Mahmud Syah II. Le truppe olandesi mandarono 3000 soldati, sotto il comando del generale Johan Harmen Rudolf Köhler, con l'obiettivo di conquistare il palazzo del sultano. Quest'ultimo ricevette però aiuti militari dal Regno d'Italia e dal Regno Unito, e l'esercito di Aceh venne rapidamente modernizzato, passando da 10.000 a 100.000 soldati. Le truppe olandesi furono respinte, e Köhler stesso morì durante le operazioni militari.
Nel novembre del 1873, durante la Seconda spedizione Aceh, le truppe olandesi riuscirono a occupare il VI mukim, e nel 1874 cadde sotto il loro controllo anche il palazzo del sultano. Nel 1875, Cut Nyak Dhien e suo figlio, assieme ad altre madri, furono evacuate e trasferite in una località più sicura, mentre suo marito Ibrahim Lamnga combatteva per tentare di riprendere il VI mukim. Teuku Ibrahim Lamnga morì il 29 giugno 1878 durante un'azione militare a Gle Tarum. Dopo averne avuto notizia, Cut Nyak Dhien giurò di vendicarsi degli olandesi.
Qualche tempo dopo la morte del marito, l'eroe acehnese Teuku Umar la chiese in sposa. Dopo un primo rifiuto accettò il matrimonio quando Umar le consentì di combattere. I due si sposarono nel 1880. Ciò risollevò molto il morale dell'esercito di Aceh nella sua lotta conto i Kaphé Blanda, ("Infedeli olandesi"). Teuku Umar e Cut Nyak Dhien ebbero una figlia che chiamarono Cut Gambang. Dhien era molto determinata a partecipare alla guerra così che portò sua figlia con sè. La resistenza proseguì e gli acehnesi dichiararono una guerra santa contro gli olandesi, impegnandosi nella guerriglia e attaccandoli con trappole e imboscate. Il 30 settembre 1893 Teuku Umar dovette arrendersi al nemico, con 250 dei suoi uomini, a causa della carenza di rifornimenti. Gli olandesi apprezzarono il gesto e lo riconobbero come comandante, dandogli il titolo di Teuku Umar Johan Pahlawan. Ciononostante Teuku Umar progettava segretamente di tradire gli olandesi. Nel 1896 inscenò infatti un attacco contro Aceh, ma invece assieme alle sue truppe, pesantemente armate ed equipaggiate e con molte munizioni, ritornò ad appoggiare la resistenza acehnese. Ciò viene ricordato nella storiografia olandese come "Het verraad van Teukoe Oemar" (il tradimento di Teuku Umar).
Teuku Umar e Dhien proseguirono la resistenza contro gli olandesi con questi nuovi equipaggiamenti fino a che venne dispiegato nella zona dei combattimenti il corpo dei Marechaussee. Gli acehnesi trovarono molto difficile combattere contro questi nuovi nemici e subirono gravi perdite. Il generale olandese Johannes Benedictus van Heutsz approfittò della situazione e riuscì ad infiltrare una spia ad Aceh. Teuku Umar fu ucciso in combattimento l'11 febbraio del 1899, quando gli olandesi lanciarono un improvviso attacco contro di lui a Meulaboh. Quando Cut Gambang iniziò a piangere la sua morte,  viene riportato che Cut Nyak Dhien la schiaffeggiò e poi, dopo averla abbracciata, le disse: "Come donne acehnesi noi non dobbiamo spargere lacrime sui nostri martiri."

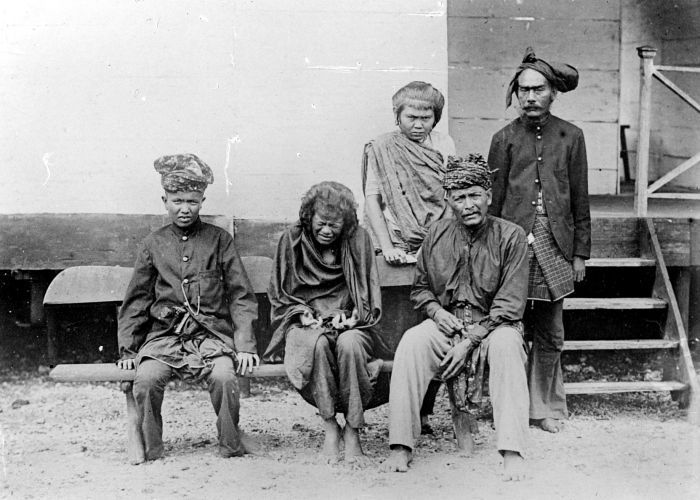
Cut Nyak Dhien dopo la cattura, con alcuni ufficiali delle Indie orientali olandesi

Dopo la morte del marito, Cut Nyak Dhien continuò a resistere agli olandesi con il suo piccolo esercito fino alla sua distruzione, avvenuta nel 1901. Gli olandesi avevano però adattato la loro tattica alla situazione sul campo. Inoltre, Cut Nyak Dhien con l'età aveva cominciato a soffrire di artrite ed era diventata quasi cieca. Il numero dei combattenti continuò a diminuire e le truppe pativano la carenza di approvvigionamenti. Infine uno dei suoi ufficiali, Pang Laot, rivelò agli olandesi la posizione del suo quartier generale a Beutong Le Sageu, secondo alcuni perché non poteva più sopportare la sua condizione di sofferenza fisica. Le truppe olandesi andarono quindi all'assalto e riuscirono a sorprendere Dhien e le sue truppe. Nonostante una ultima disperata resistenza Dhien venne catturata, ma sua figlia Cut Gambang riuscì a fuggire e a proseguire la resistenza.

### Gli ultimi anni e la morte
Dhien fu portata a Banda Aceh dove la sua miopia e l'artrite migliorarono lentamente. Venne poi mandata in esilio a Sumedang, nella parte occidentale di Giava, dato che gli occupanti avevano il timore che la sua presenza ad Aceh potesse nuovamente mobilitare la resistenza. Morì nel 1908. Il 2 maggio 1964 il governo del presidente Sukarno le conferì, a titolo postumo, il titolo di Eroe Nazionale.

## Omaggi

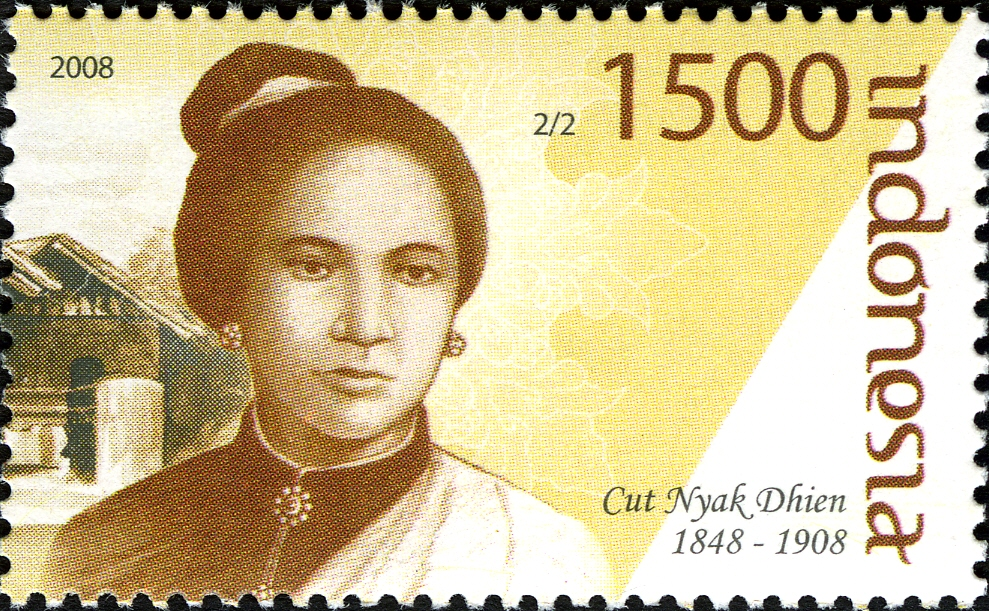
Francobollo indonesiano del 2008

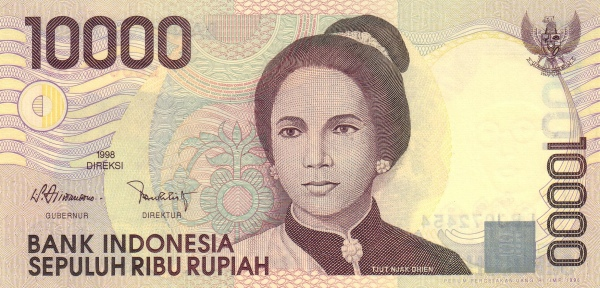
Cut Nyak Dhien rappresentata su una banconota da 10.000 rupie

Il film Tjoet Nja' Dhien, scritto e diretto da Eros Djarot, fu presentato nell'edizione del 1989 della Selection de la Settimana internazionale della critica del Festival di Cannes.
L'aeroporto Cut Nyak Dhien, che serve la Reggenza di Aceh Besar (provincia di Aceh), è stato intitolato a lei. Le sono inoltre intitolate vie in varie città e centri abitati del paese.